# Physoceras
Physoceras là một chi thực vật có hoa trong họ, Orchidaceae.